# Zosterops atriceps
Zosterops atriceps là một loài chim trong họ Zosteropidae.